# الفأر والدراجة النارية
الفأر والدراجة النارية هي رواية للأطفال من تأليف بيفرلي كليري ورسم لويس دارلينج، نشرت في عام 1965  إنها الأولى في ثلاثية تضم رالف إس ماوس وهو فأر منزلي يمكنه التحدث إلى البشر (على الرغم من أنه عادةً ما يتحدث مع الأطفال فقط)، ويذهب في مغامرات وهو يركب دراجته النارية الصغيرة، ويتوق إلى الإثارة والاستقلال أثناء العيش مع عائلته في فندق متهدم.
القصة والشخصيات مستوحاة من ابن كليري، الذي لعب بسيارات صغيرة ودراجات نارية أثناء تعافيه من الحمى، ومن أحد الجيران الذي أظهر لكليري فأر صغير كان محاصر في دلو. 
أُُصدر الكتاب ضمن مجموعة مختارة من نادي كتاب الأطفال ويكلي ريدر (القسم المتوسط) وفاز بجائزة ويليام ألين وايت لكُتاب الأطفال عام 1968 استمرت كليري في كتابة كتابين آخرين يظهران شخصية رالف إس ماوس في العقود التالية، أنتج فيلم مقتبس من كتاب الفأر والدراجة النارية عام 1986.

## ملخص الحبكة
رالف هو فأر يعيش في فندق ماونتن فيو إن المتهالك، وهو فندق في منتجع يقع في سلسلة جبال سييرا نيفادا في كاليفورنيا. يتوق رالف إلى حياة مليئة بالخطر والسرعة، ويتمنى الابتعاد عن أقاربه الذين يشعرون بالقلق من اكتشاف مستعمرة الفئران. في أحد الأيام، قام صبي يُدعى كيث جريدلي وعائلته بزيارة الفندق وهم في طريقهم عبر كاليفورنيا. يترك كيث لعبة دراجة نارية على طاولة بجانب سريره. أثناء غياب كيث، يحاول رالف ركوبها لكنه لا يستطيع معرفة كيفية تشغيلها. أُذهل رالف من رنين الهاتف، وسقط كل من رالف والدراجة النارية في سلة مهملات معدنية.
يكتشف كيث دراجته النارية المفقودة في سلة المهملات. على الرغم من أن والدة رالف قلقة من أنه على اتصال بالبشر، إلا أن كيث يوضح لرالف كيفية تشغيل الدراجة النارية - إصدار صوت يشبه صوت المحرك - ويسمح لرالف بركوبها ليلًا. بينما يستكشف كيث وعائلته كاليفورنيا، يركب رالف الدراجة النارية بتهور في أعماق الفندق. في إحدى الليالي رصدته والدة كيث التي اعتقدت في البداية أنها تتخيل الأشياء، لكنها تأكدت لاحقًا من أنها رأت فأرًا يركب دراجة نارية. كاد رالف والدراجة النارية أن تمتصهما المكنسة الكهربائية للخادمة، لكن رالف يهرب ويصطدم بكومة من الكتان والأغطية القذرة. يهرب عن طريق مضغ الثوب ووضع الثقوب في الملاءات، مجبرًا على ترك مركبته الثمينة خلفه.
بعد أن فقد رالف دراجته النارية، فقد كيث الثقة به، على الرغم من أنه ضل يُحض الطعام لمستعمرة الفئران. ذات ليلة، أصبح كيث مريضًا جدًا لأن والديه لم يعد لديهما المزيد من الأسبرين ولا يستطيعان الحصول عليه حتى الصباح. لاستعادة ثقة كيث، يبحث رالف في الفندق عن قرص أسبرين، معرضًا نفسه للخطر لأن الدواء يمكن أن يكون قاتلاً لفأر صغير إذا تم تناوله (في الواقع، أصيب والد رالف بنزلة برد شديدة وتوفي على الرغم من كل ما أمكنهم فعله). يستطيع رالف العثور على قرص الأسبرين ويستعير لعبة سيارة الإسعاف الخاصة بكيث لاحضارها. عندما نجح رالف، استعاد كيث صحته حتى أن إحدى مدبرات المنزل في الفندق وجدت دراجته النارية بين البياضات التي هرب منها رالف. امتنانًا له، أعطى كيث رالف الدراجة النارية ليحتفظ بها، ويستخدم رالف المساحة الموجودة أسفل جهاز التلفزيون في الردهة كمرآب.

## السلسلة
- الفأر والدراجة النارية (1965)
- هارب رالف (1970)
- رالف إس ماوس (1982)

## الفيلم
أنتجت شركة أفلام تشرشل نسخة مقتبسة من رواية الفأر والدراجة النارية من إخراج رون أندروود في عام 1986، إنضمت للعمل الممثلة ميمي كينيدي وراي والستون، والتي بُثت كحلقة من برنامج إي بي سي ويكاند سبيسيال. نُفذت الرسوم المتحركة بواسطة جون ماثيوز. الفيلم من إنتاج جورج ماكويلكين. حصل الفيلم على جائزة بيبودي.
وُزع الفيلم على فيديو منزلي في عام 1987 من قبل ستراند في سي أي إنترتينمنت وفيديو الكتاب الذهبي تحت تسمية "الرؤية الذهبية"، واستوديوهات وستون وودز.
ظهرت شخصية رالف في الموسم الثالث، الحلقة 7 و8 (الشبح والفأر والدراجة النارية، الجزء 1 و2) من البرنامج التلفزيوني لكاتب الشبح على آبل تي في.